# Municipio de Bloom (Illinois)
El municipio de Bloom (en inglés: Bloom Township) es un municipio ubicado en el condado de Cook en el estado estadounidense de Illinois. En el año 2010 tenía una población de 90922 habitantes y una densidad poblacional de 751,31 personas por km².

## Geografía
El municipio de Bloom se encuentra ubicado en las coordenadas 41°30′57″N 87°36′4″O / 41.51583, -87.60111. Según la Oficina del Censo de los Estados Unidos, el municipio tiene una superficie total de 121.02 km², de la cual 120.3 km² corresponden a tierra firme y (0.59%) 0.72 km² es agua.

## Demografía
Según el censo de 2010, había 90922 personas residiendo en el municipio de Bloom. La densidad de población era de 751,31 hab./km². De los 90922 habitantes, el municipio de Bloom estaba compuesto por el 41.71% blancos, el 45.84% eran afroamericanos, el 0.36% eran amerindios, el 0.79% eran asiáticos, el 0.03% eran isleños del Pacífico, el 8.54% eran de otras razas y el 2.72% pertenecían a dos o más razas. Del total de la población el 18.76% eran hispanos o latinos de cualquier raza.